# Agapanthia zappii
Agapanthia zappii — вид жесткокрылых из семейства усачей.

## Распространение
Распространён в Северной Африке (Ливия, Марокко, Алжир, Тунис).

## Описание
Жук длиной от 12 до 16 мм. Время лёта с мая по июнь.

## Развитие
Жизненный цикл вида длится год.